# Nagrada Vladimir Nazor
Nagrada Vladimir Nazor hrvatska je državna nagrada koja se dodjeljuje svake godine za najbolja umjetnička ostvarenja u književnosti, glazbi, filmu, likovnim i primijenjenim umjetnostima, kazališnoj umjetnosti te arhitekturi i urbanizmu. Nagrada je bila povremeno dodjeljivana i za očuvanje kulturne baštine, primijenjene umjetnosti, te teorijsko-književnu esejistiku na području kulture i umjetnosti.
Dodjeljuje se kao godišnja nagrada i kao nagrada za životno djelo, a ime je dobila po hrvatskom književniku Vladimiru Nazoru.
Godišnja nagrada dodjeljuje se umjetnicima za najbolja umjetnička ostvarenja koja su bila objavljena, izložena, prikazana ili izvedena tijekom protekle godine, kao i grupi umjetnika za kolektivna umjetnička ostvarenja.
Nagrada za životno djelo dodjeljuje se istaknutim umjetnicima koji su svojim stvaralaštvom obilježili vrijeme u kojem su djelovali i čiji je stvaralački put zaokružen, a djela i ostvarenja ostaju trajno dobro Republike Hrvatske.
Nagradu dodjeljuje Odbor "Nagrade Vladimir Nazor" na prijedlog komisija koje osniva za pojedina područja umjetnosti. Predsjednika i članove Odbora, na prijedlog ministra kulture, imenuje Hrvatski sabor iz redova umjetnika, kulturnih i javnih djelatnika. 

## Popisi dobitnika
- Dobitnici Nagrade Vladimir Nazor za književnost
- Dobitnici Nagrade Vladimir Nazor za arhitekturu i urbanizam
- Dobitnici Nagrade Vladimir Nazor za filmsku umjetnost
- Dobitnici Nagrade Vladimir Nazor za glazbu
- Dobitnici Nagrade Vladimir Nazor za kazalište
- Dobitnici Nagrade Vladimir Nazor za likovne umjetnosti